# 1868年逝世人物列表
1868年逝世人物列表：1月 - 2月 - 3月 - 4月 - 5月 - 6月 - 7月 - 8月 - 9月 - 10月 - 11月 - 12月
下面是1868年逝世的知名人士列表。

## 1月

### 1月20日
- 達米安·瑪律凱索，洛杉磯第7任市長（自殺）

### 1月23日
- 亞諾什·埃爾德利，匈牙利詩人和民族志學家

### 1月28日
- 阿達爾伯特·斯蒂夫特，奧地利作家

## 2月

### 2月8日
- 赖文光，中國太平天國運動和念年運動領袖

### 2月10日
- 大衛·布魯斯特爵士，蘇格蘭物理學家[1]

### 2月11日
- 萊昂·福柯，法國物理學家[2]

### 2月19日
- 韋南西奧·弗洛雷斯，烏拉圭將軍兼烏拉圭總統

### 2月29日
- 巴伐利亞國王路德维希一世[3]

## 3月

### 3月4日
- 傑西·奇斯霍爾姆，美國先驅

### 3月19日
- 菲力浦·馮·施塔迪翁和坦豪森，奧地利陸軍元帥

### 3月28日
- 詹姆斯·布魯德內爾，第七代卡迪根伯爵，英國軍事領袖

## 4月

### 4月3日
- 法蘭茨·貝爾瓦爾德，瑞典作曲家

### 4月7日
- 湯瑪斯·達西·麥基，加拿大聯邦之父（被暗殺）

### 4月12日
- 詹姆斯·加斯科因-塞西爾，第二代索爾茲伯里侯爵，英國政治家和貴族

### 4月13日
- 衣索比亞皇帝特沃德罗斯二世自殺

### 4月21日
- 亨利·奧法雷爾，愛爾蘭裔澳大利亞罪犯（被處決）

## 5月

### 5月7日
- 亨利·布魯厄姆，第一代布魯厄姆男爵和沃克斯男爵，英國大法官

### 5月10日
- 亨利·貝內特，美國政治家

### 5月11日
- 约翰·克劳福，蘇格蘭醫生、殖民地行政長官、外交官和作家，新加坡最後一位英國居民

### 5月17日
- 近藤勇，新選組司令官

### 5月22日
- 朱利葉斯·普呂克，德國數學家和物理學家

### 5月23日
- 基特·卡森，美國捕獵者、偵察員和印第安特工[4]

## 6月

### 6月1日
- 詹姆斯·布坎南，美國第15任總統

### 6月10日
- 安卡·奧布雷諾維奇公主，塞爾維亞公主

### 6月22日
- 希伯·甘博爾，後期聖徒領袖

### 6月29日
- 約翰·利利爵士，英國軍官、企業家和發明家

## 7月

### 7月6日
- 原田左之助，新選組隊長

### 7月19日
- 沖田總司，新選組隊長

### 7月21日
- 威廉·布蘭德，澳大利亞政治家

### 7月26日
- 羅伯特·羅爾夫，第一代克蘭沃思男爵，英國大法官

### 7月29日
- 約翰·埃利奧特森，英國醫生

## 8月

### 8月3日
- 愛德華·韋爾奇，威爾士建築師

### 8月7日
- 佩德羅·德·安普迪亞，墨西哥將軍

### 8月10日
- 阿達·艾薩克斯·門肯，美國女演員

### 8月11日
- 撒迪厄斯·史蒂文斯，美國政治家

### 8月25日
- 夏洛特·伯奇-菲佛，德國女演員、作家和戲劇導演

### 8月29日
- 克利斯蒂安·弗裡德里希·舍恩拜因，德國化學家

## 9月

### 9月1日
- 久洛伊·费伦茨，匈牙利貴族、將軍和總督

### 9月9日
- 姆齊利卡齊，姆特瓦卡齊第一任國王

### 9月11日
- 瑪麗亞·詹姆斯，威爾士出生的美國詩人

### 9月19日
- 威廉·斯普拉格，來自密歇根州的美國部長和政治家

### 9月26日
- 奥古斯特·费迪南德·莫比乌斯，德國數學家和天文學家[5]

## 10月

### 10月1日
- 拉玛四世，暹羅國王（泰國）

### 10月9日
- 豪厄尔·科布，美國政治家

### 10月17日
- 蘿拉·塞科德，加拿大愛國者

### 10月27日
- 查理斯·朗利，坎特伯雷大主教

## 11月

### 11月13日
- 焦阿基诺·罗西尼，義大利作曲家[6]

### 11月15日
- 詹姆斯·梅耶·德·羅斯柴爾德，德國出生的銀行家

### 11月27日
- 黑壺酋長、南夏延和平酋長、沙溪大屠殺倖存者

## 12月

### 12月6日
- 奥古斯特·施莱谢尔，德國語言學家

### 12月23日
- 赫伯特·愛德華茲爵士，英國陸軍將軍和殖民地行政長官

### 12月25日
- 小萊納斯·耶魯，美國發明家

### 12月31日
- 賽勒斯·金斯伯里，美國傳教士和喬克托語言學家